# Brooks West
Dudley Brooks West (22 de febrero de 1916, Hillsboro, Texas, Estados Unidos  - 7 de febrero de 1984,  Los Ángeles, California, Estados Unidos) fue un actor estadounidense, activo durante las décadas de 1950 y 1960.
En 1959 actuó con su esposa Eve Arden en la película Anatomía de un asesinato.

## Filmografía
- The Mothers-In-Law" .... Professor Hutton (1 episodio, 1968)
- Anatomía de un asesinato (1959) .... Dist. Atty. Mitch Lodwick
- My Friend Irma (1952) TV series .... Richard Rhinelander, III (episodios, 1952-1953)

- Datos: Q5555450